# أوكتاي شيخالييف
أوكتاي يوسيف أوغلو شيخالييف (بالأذرية: Oqtay Şıxəliyev) - فنان الشعب لجمهورية أذربيجان 1992.

## حياته ومشواره المهنية
ولد أوكتاي شيخالييف في 3 سيبتمبر عام 1931 في مدينة باكو في أذربيجان. وبعد تخرجه من الصف الثامن من مدرسة باكو التحق في عام 1947 بمدرسة القنون المسماة باسم عزيم عزيمزاده. بعد إنتهاء دراسته بمرتبة الشرف إلتحق أوكتاي شيخالييف بمدرسة ليننغراد العليا للفنون في العام 1952.
شارك أثناء فترة دراسته في لينينغراد في معارض بأعمال إبداعية صغيرة، وبعد تخرجه من المدرسة العليا للفنون عام 1958 عاد إلى باكو وفاز بالميدالية الذهبية مهرجان الشباب الجمهوري. بدأ نشاطه الإبداعي الحقيقي في ذلك العام، ويظهر في بواكير أعماله التي عرضت فنانا موهوبا وروحانيًا وطنيًا. وفي عام 1960 نال عضوية اتحاد الفنانين في اتحاد الجمهوريات الاشتراكية السوفيتيةـ، ودعي إلى الكثير من مدارس الفنون وبعض النقابات في أذربيجان وكل جمهوريات الاتحاد السوفيتي.
في عام 1964، بدأ التدريس في معهد محمد علييف للفنون، ثم عمل مدرسًا وأستاذًا في الأكاديمية الحكومية الأذربيجانية للفنون. حظيت إبداعاته بتقدير الجمهور، وفي عام 1982 حصل على اللقب الفخري «للفنان المعتبر لجمهورية أذربيجان»، وفي عام 2002 على لقب «فنان الشعب».
تزين لوحاته الديكورات الداخلية لمتجر «عالم الأطفال» ومقهى للأطفال ومقهى «جيران» وفندق «سياحي» وسيرك الولاية ومبان أخرى، وتجذب هذه الأعمال الانتباه مع مجموعة متنوعة من التراكيب، فضلا عن تقنيات المعالجة.
توفي أوكتاي شيخالييف في 30 يناير عام 2012 في باكو.

## جوائز
- تكريم فنان جمهورية أذربيجان الاشتراكية السوفيتية - 1 ديسمبر 1982[3]
- فنان الشعب لجمهورية أذربيجان - 4 مارس 1992